# Jil Sander
Heidemarie Jiline „Jil“ Sander (* 27. November 1943 in Hedwigenkoog) ist eine deutsche Modedesignerin und Gründerin des nach ihr benannten Unternehmens. Sie ist seit den 1980er Jahren für ihre als klar und zeitlos bezeichnete, elegante und hochpreisige Mode für Damen, Kosmetik, Parfum, Brillen usw. und seit 1997 auch für Herren sowie für ihre Kosmetiklinie bekannt. Neben Karl Lagerfeld und Wolfgang Joop gehört Sander zu den wenigen international renommierten Modedesignern Deutschlands. Aufgrund ihrer minimalistisch schlichten Entwürfe und ihrer Vorliebe für luxuriöse Stoffe erhielt sie von der Presse Beinamen wie „Queen of less“, „Königin des Weglassens“ und „Kaschmir-Queen“.

## Lebenslauf
Jiline „Jil“ Sander wurde 1943 im Lazarett der Luftwaffe in Hedwigenkoog geboren, verbrachte einige Jahre in Heide (Holstein) und wuchs schließlich in Hamburg auf. Nach einem Textilingenieur-Studium an der Staatlichen Ingenieurschule für Textilwesen in Krefeld (heute der Hochschule Niederrhein angeschlossen) ging sie als Austauschstudentin nach Los Angeles und besuchte das dortige University College. In New York City arbeitete sie im Anschluss bei der Frauenzeitschrift McCall’s. Nach zwei Jahren kehrte sie 1963 in ihre Heimatstadt zurück, um dort als Moderedakteurin für verschiedene Frauenzeitschriften (Constanze und Petra) zu arbeiten.
1968 gründete Sander in Hamburg das Unternehmen und damit die Marke Jil Sander. Nach schwierigen Anfangsjahren der Jil Sander-Moden GmbH in der Hamburger Milchstraße, die mit einer lukrativen Parfüm-Lizenz überwunden wurden, einem Börsengang 1989 und international erfolgreichen Zeiten in den 1990er Jahren verkaufte Sander das inzwischen global tätige Unternehmen Mitte 1999 im Rahmen von Expansionsplänen an die Prada-Gruppe und verließ die Firma im April 2000. Nach einer kurzen Rückkehr als Chef-Designerin im Jahr 2003 gab sie ihren Posten Ende 2004 erneut auf. Im Februar 2012 kehrte Sander in das von ihr fast 44 Jahre zuvor gegründete Unternehmen, das 2006 von Prada verkauft worden war und inzwischen einem japanischen Textilkonzern gehörte, als Kreativdirektorin zurück, um es im Oktober 2013 erneut zu verlassen.

## Jil Sander als Designerin und Unternehmerin

### Anfangsjahre
Sander eröffnete 1967 im Alter von 24 Jahren im Hamburger Stadtteil Pöseldorf unter ihrem Namen Jil Sander eine schwarz lackierte Modeboutique, wofür sie ihr Auto verkauft und einen Kredit über 200.000 DM bei der Dresdner Bank aufgenommen hatte. Sie gründete 1968 die Jil Sander GmbH und verkaufte ab 1974 ihre eigenen Kollektionen neben Mode von Sonia Rykiel, Thierry Mugler und anderen. Sanders ursprüngliche Idee war es gewesen, „einfache, weiche Sachen, die sich gegen den modischen Firlefanz abhoben“ in großen Mengen in Indien produzieren zu lassen. Nachdem sie mit dieser Idee gescheitert war, änderte sie ihr Konzept in Bekleidung von höchster Qualität in kleinen Stückzahlen. Eine Präsentation ihrer puristischen Mode in Paris 1975 stieß in einer Zeit der opulenten, farbenfrohen Mode allerdings auf wenig Begeisterung. Erst 1976 schaffte sie mit dem sogenannten „Zwiebel-Look“, der aus miteinander kombinierbaren Einzelteilen aus hochwertigen Materialien bestand und ab Anfang der 1980er Jahre besonders bei berufstätigen Frauen Anerkennung fand, den internationalen Durchbruch.
1979 erweiterte Sander in Zusammenarbeit mit dem Kosmetikhersteller Lancaster (seit 1996 Coty) ihre Produktpalette um die Duft- und Pflegeserie Jil Sander Woman Pure, die sie jahrelang mit dem eigenen Konterfei bewarb – zunächst aus Kostengründen und schließlich, um dem Verbraucher zu signalisieren, dass sie hinter ihren Produkten stehe. Die lukrative Parfümlizenz und die damit verbundene Werbung ermöglichten die Expansion des Unternehmens. Das erste Herrenparfüm, Jil Sander Man Pure, folgte 1981. Jil Sander Cosmetics erzielte 1981 einen Umsatz von 15 Millionen DM. Anfang der 1980er belegte Parfüm von Jil Sander in Westdeutschland nach Verkaufszahlen Platz 4 hinter Estée Lauder Companies, Lancôme und Chanel. Seither wurden zahlreiche Düfte für Damen und Herren – darunter Klassiker wie Jil Sander Sun (1989), Jil Sander No. 4 (1990) oder Sander for Men (1998) – lanciert, von denen auch einige wieder eingestellt wurden.

### Internationale Expansion
In den 1980er Jahren – einer Zeit, in der schlicht-zurückhaltende Mode und dezente Farben auf den internationalen Laufstegen wenig präsent waren – präsentierte Sander ihre Kollektionen bei den Mailänder Modenschauen, um das internationale Publikum besser zu erreichen. Allein mit der Mode machte das Unternehmen 1981 einen Umsatz von 20 Millionen Mark. Von 1983 bis 1985 übernahm sie als Hochschullehrerin im Bereich Modedesign die Leitung der Modeklasse an der Universität für angewandte Kunst Wien; ihr Vorgänger dort war Karl Lagerfeld gewesen. 1989 führte sie das Modeunternehmen als eines der ersten an die Frankfurter Börse.
Anfang der 1990er Jahre wurde die von den internationalen Laufstegen propagierte Mode im Gegensatz zu den 1980er Jahren androgyner und dezenter. Sander war ihrer Zeit mit ihren puristisch-minimalistischen, im Schnitt durchaus opulenten Entwürfen um zehn Jahre voraus gewesen. Die von Sander in zarten und schlichten Kreationen über den Mailänder Laufsteg geschickten Supermodels wirkten so elfengleich, dass sich der Spruch „Jil Sander is hot, Armani not“ etablierte und die Verkaufszahlen des Unternehmens stetig anstiegen. Besonders im asiatischen Raum wurde die Präsenz von Jil Sander mit zahlreichen Geschäften stark ausgebaut. In Tokio, Hongkong und Taipeh entstanden elegante Flagship-Stores, an deren Design Sander in Zusammenarbeit mit renommierten Architekten wie etwa Michael Gabellini persönlich mitwirkte. 1993 kam ein Flagshipstore auf der Avenue Montaigne in Paris hinzu. Die 1990er Jahre gelten als die Blütezeit der Marke Jil Sander.
1992 wurde der Designer Roberto Menichetti als Assistent von Sander für die Damenkollektion angeheuert. Auf seine und Sanders Entwürfe geht die Zusammenarbeit von Jil Sander mit Puma ab 1996 zurück – der Designer-Sneaker King wurde erstmals 1996 präsentiert, das Modell Easy Rider folgte 1997. Sander hatte bereits zuvor einen eigenen Sportschuh für Damen entworfen und war 1996 somit als erste Luxus-Modedesignerin eine Kooperation mit einem Sportartikelhersteller eingegangen. Für Puma, damals um einen Imagewandel bemüht, bedeutete dies den Beginn der Zusammenarbeit mit einer ganzen Reihe von Modehäusern des gehobenen Genres. 1997 startete die Herrenmodekollektion von Jil Sander. Auch diese Entwürfe steuerte Menichetti bei. Den Launch der Jil-Sander-Männermode – im gewohnt schlicht-eleganten Stil – hatte Sander in den Jahren zuvor immer wieder verschoben. Die Männermode trug bald etwa 20 Prozent zum Konzernumsatz bei.

### Verkauf und Rückzug
1999 kaufte der italienische Konzern Prada 75 Prozent der Stammaktien und 15 Prozent der Vorzugsaktien der Jil Sander AG für geschätzte 275 Millionen DM. Sander hatte ein Joint Venture gesucht, um den Anteil an Accessoires steigern zu können. Im Jahr 2000 gab sie überraschend ihren Posten als Vorstandsvorsitzende in dem effektiv von Prada-Chef Patrizio Bertelli kontrollierten Unternehmen auf, übernahm aber im Mai 2003 erneut die Design-Verantwortung im Unternehmen. Bertelli hatte den ehemaligen Gucci-Designer Milan Vukmirovic als Nachfolger von Sander bestellt, dessen Entwürfe sie nun überarbeitete. Mit den Kollektionen unter Vukmirovics Design-Führung wurden langjährige Anhänger vergrault und nicht genügend neue Kunden gewonnen. Das Unternehmen schrieb seit 2001 rote Zahlen. Sanders Entwürfe der beiden folgenden Saisons wurden von der Presse gelobt und von den Einkäufern begeistert aufgenommen. Ihre Rückkehr in das Unternehmen war von einem Umsatzzuwachs von vier Prozent begleitet. Allerdings schlug bei der Firma weiterhin ein Fehlbetrag von 17 Millionen Euro zu Buche. Im November 2004 verließ Sander erneut das von ihr gegründete Unternehmen. Sander und Bertelli hatten bezüglich der strategischen Ausrichtung des Unternehmens keine gemeinsame Linie finden können.

### Rückkehr und Abschied

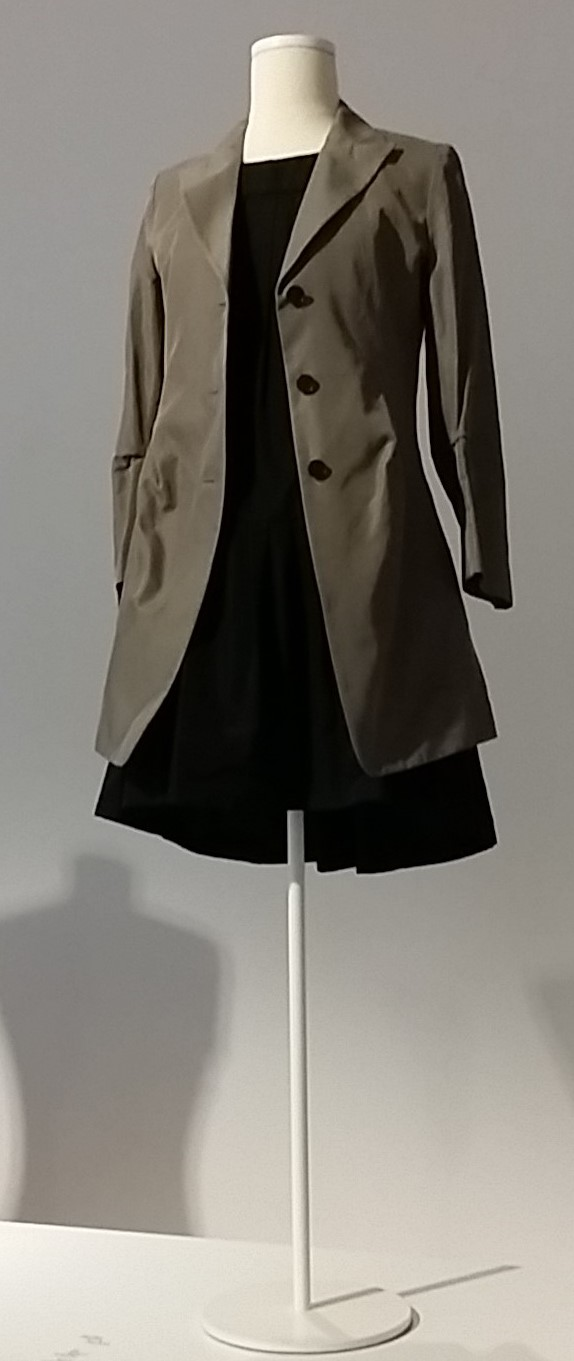
Entwurf für Uniqlo 2011

Sander erschien nach fünfjähriger Abwesenheit im Frühjahr 2009 wieder auf der Bildfläche der Modewelt. Als Kreativdirektorin der Bekleidungs-Kette Uniqlo des japanischen Modekonzerns Fast Retailing entwarf sie nahezu drei Jahre lang eine Mode-Kollektion namens +J für Damen und Herren im typischen Sander-Stil, allerdings im niedrigen Preissegment, wenngleich die Preise über denen des sonstigen Uniqlo-Sortiments lagen. Die Kollektionen waren in Deutschland nicht erhältlich. Im März 2011 wurde die +J-Kollektion der Saison Herbst/Winter 2010 mit dem Brit Insurance Design Award in der Kategorie „Fashion“ ausgezeichnet, der vom Design Museum London vergeben wird und zu den renommiertesten Designpreisen gehört. Die Zusammenarbeit mit Uniqlo wurde im Herbst 2011 beendet.
Im Februar 2012 kehrte Sander in das von ihr gegründete Unternehmen als Kreativdirektorin zurück. Sander präsentierte die erste Kollektion nach ihrer Rückkehr bei den Herren-Modenschauen in Mailand Ende Juni 2012. Kritiker lobten bei ihren Männermode-Entwürfen „Schnittkunst […,] Farben, Formen und Materialien“ und erkannten generell an, dass Sander nach wie vor „in der ersten Liga der internationalen Designer spielt“. Sanders erste Damen-Kollektion seit ihrer Rückkehr wurde Ende September 2012 in Mailand präsentiert und erhielt positive Kritiken. Im Herbst 2013 kehrte Sander ihrem Unternehmen erneut den Rücken. Nach eigenen Angaben ging sie diesen Schritt aus familiären Gründen.
2020 präsentierte Uniqlo erneut eine Jil Sander-Kollektion.

### Stil
Markenzeichen von Jil Sander sind ein stark auf die Körperproportionen geschnittener Hosenanzug, ein ungefütterter Blazer sowie ein schlichter Trenchcoat oder kamelhaarfarbener Mantel und eine simple weiße Bluse. Hierbei wird auf jegliche unnötigen Details verzichtet. Kritiker sprachen anerkennend von kühlem, hanseatischem, gar protestantisch reduziertem Chic. Jil Sanders Mode stand mit klaren, schnörkellosen Linien für „Understatement, eine moderne Schlichtheit und zeitlose Eleganz“. Die Materialien zeichnen sich – zumindest unter Sanders Führung – durch sehr hohe Qualität aus: „Die allerfeinste Seide, die besten Tuchstoffe, das kostbarste Cashmere sind gerade gut genug.“ Als Farben dominieren Schwarz, Grau, Weiß, Beige, Braun und Dunkelblau. Die 1997 eingeführte Männermode folgt den gleichen Grundsätzen.
Sander-Mode war Anfang der 1980er Jahre quasi eine Umkehr des New Look von Dior – nämlich eine Abkehr von verspielter, damenhafter Mode mit weiten Kleidern und Röcken und stattdessen eine Hinwendung zu von funktioneller Männerkleidung inspirierter, eleganter Damenmode für Karrierefrauen, die in dieser Zeit damit begannen, Führungspositionen zu erobern. In Zeiten der von den Pariser Laufstegen propagierten knallbunten Damenmode in überschwänglichen Schnitten und ausgefallenen Materialkombinationen samt breiten Schulterpartien kamen die schlicht-hochwertigen Modeentwürfe der Perfektionistin Jil Sander einer Revolution gleich und bescherten dem Unternehmen anfangs noch mäßige Absatzzahlen. Für Sander waren die „dreidimensionale Silhouette, der Armausschnitt, die Reverskante oder der Faltenwurf“ zentrale Elemente ihrer Designs. Dass ihre Mode untereinander und mit Mode anderer Designer kombinierbar war, machte Sander als Erfinderin des „Zwiebellooks“ berühmt. Sie selbst sieht ihre Ästhetik in der Bauhaus-Tradition verwurzelt, verweist bei ihrer puristischen Mode auf „kluge Schnitte, die der Trägerin Bewegungsraum und Dynamik geben“, und spricht in Bezug auf ihre Entwürfe von „Mode als Schutzmantel der Emanzipation“.

## Privates
Sander verbrachte ihre ersten Kindheitsjahre in den Kriegswirren in Dithmarschen. Ihre Mutter Erna-Anna Sander hatte in Hamburg gelebt, stammte aber aus Dithmarschen und floh während des Krieges zu Verwandten aufs Land. Sanders Eltern ließen sich früh scheiden. Die ältere Schwester Ingrid blieb beim leiblichen Vater, Walter Sander. Ihr jüngerer Bruder wuchs zusammen mit Sander ab 1951 in Hamburg bei der Mutter und deren neuem Lebensgefährten sowie dem gemeinsamen Sohn Heino auf. Sanders Stiefvater, der Hamburger Autohändler Erich Libuda, mit dem sie eng vertraut war, starb Anfang der 1960er Jahre. Sanders Mutter starb 2009 im Alter von 93 Jahren.
Von 1978 bis 2000 lebte Sander in einer Villa an der Alster im Hamburger Stadtteil Rotherbaum. Danach zog sie zunächst im Stadtteil Rotherbaum um und schließlich zu ihrer Lebenspartnerin Angelica „Dickie“ Mommsen, die sie seit Anfang der 1980er Jahre kannte, nach Gut Ruhleben bei Plön in Schleswig-Holstein. Mommsen starb 2014 im Alter von 72 Jahren an Krebs und hinterließ drei Söhne aus erster Ehe. Sander unterhält zudem Wohnsitze in Berlin-Charlottenburg und Ibiza.
Trotz ihres Erfolgs ist die Designerin bekannt für ihr schlicht-zurückhaltendes Auftreten. Außer einer Rolex-Armbanduhr trägt sie keinen Schmuck. Zu ihren Hobbys zählt die Gartenpflege.

## Ehrungen (Auswahl)
- Goldener Faden, Modepreis der Stadt München (mehrmals frühe 1980er)
- Fashion Group Award (1985)
- Verdienstorden der Bundesrepublik Deutschland (1996)
- Sprachpanscher des Jahres (1997)
- Ehren-Parfüm-Oscar der Fragrance Foundation Deutschland (2004)
- Ehrenmitglied Deutscher Designer Club (DDC) 2012[47]
- Personality-Preis, German Design Award des Rat für Formgebung (2018)[48]

## Ausstellungen
- 2017: Jil Sander: Präsens, Museum Angewandte Kunst (Frankfurt am Main).[49]